# Le Canard du boyau
 (octobre 2018).
Si vous disposez d'ouvrages ou d'articles de référence ou si vous connaissez des sites web de qualité traitant du thème abordé ici, merci de compléter l'article en donnant les références utiles à sa vérifiabilité et en les liant à la section « Notes et références ».
Le Canard du Boyau ,sous-titré Bulletin officieux de la 74e Demi-Brigade, est un journal de tranchées édité pendant la Première guerre mondiale par le 74e régiment d'infanterie.
Dès le premier numéro, le journal affiche dans l'édito son ambition d'être un journal littéraire comme un écho des tranchées avec « des poètes de grand avenir » comme « les potins des boyaux ».